# Peter Lloyd (Wirtschaftswissenschaftler)
Peter John Lloyd (* 20. Juni 1937 in Manaia) ist ein neuseeländischer Wirtschaftswissenschaftler. Er ist Professor emeritus an der University of Melbourne.

## Leben
Lloyd studierte an der Victoria University of Wellington (B.A., 1958 und M.A., 1959). Seine Promotion erfolgte 1962 an der Duke University. Lloyd lehrte von 1962 bis 1965 in Wellington und von 1965 bis 1968 an der Michigan State University. Von 1969 bis 1983 war Lloyd Fellow an der Australian National University. 1983 wurde er Professor in Melbourne und dort 2003 emeritiert.

## Arbeit
Lloyds Forschungsgebiete sind Außenwirtschaftstheorie, asiatische Volkswirtschaften und Mikroökonomik. Lloyd ist zusammen mit Herbert Grubel Namensgeber des Grubel-Lloyd-Index.